# زویرینک
زویرینک (به لاتین: Zvěřínek) یک منطقهٔ مسکونی در جمهوری چک است که در شهرستان نیمبورک واقع شده‌است.